# Osamu Nakamura
Pour les articles homonymes, voir Nakamura.
Osamu Nakamura est un joueur de shōgi professionnel japonais né le 7 novembre 1962 à Machida (Tokyo).
Osamu Nakamura a disputé cinq finales de titres majeurs de 1984 à 1997 et a remporté deux fois le tournoi Ryuo (en 1985 et 1986).

## Biographie et carrière
Osamu Nakamura est né en novembre 1962 à Kokura.
Il est devenu professionnel en juillet 1980 et a été classé 9e dan à partir de janvier 2008.
Osamu Nakamura remporta l'Osho en 1985 et 1986.
Il perdit quatre finales pour des titres majeur :
- le Kisei : en 1984 au (2e semestre) et en 1985 au (2e semestre), perdant à chaque fois contre Kunio Yonenaga ;
- l'Osho en 1987, perdant son titre contre Yoshikazu Minami.

Osamu Nakamura a disputé une fois la finale des Nihon Shogi series en 1989 contre Koji Tanigawa et deux fois la finale de la coupe NHK (en 1989 et 1992).
Outre l'Osho, Osamu Nakamura a remporté le  Shinjin-Ō (tournoi de la recrue de l'année).
Il est depuis 2017 président de l'association des joueurs de shogi, après avoir été un des vice-présidents de 2009 à 2017. Son mandat a été renouvelé en 2019 et en juin 2023.